# Ricfried
Ricfried va ser bisbe d'Utrecht entre el 806 i el 815. Va ser enterrat a l'església de Sant Salvator a Utrecht. Provenia d'una família noble de Frísia. Amb el consentiment de l'emperador Carlemany, va liderar ell la diòcesi d'Utrecht, convertint-se en el successor del bisbe Hamacar i a la vegada, fou mestre del seu successor Frederic.